# Максімо Бангера
Максімо Бангера (ісп. Máximo Banguera, нар. 16 грудня 1985, Гуаякіль) — еквадорський футболіст, воротар клубу «Барселона» (Гуаякіль) та національної збірної Еквадору.

## Клубна кар'єра
У дорослому футболі дебютував 2005 року виступами за команду клубу ЕСПОЛІ, в якій провів три сезони, взявши участь у 107 матчах чемпіонату. Більшість часу, проведеного у складі ЕСПОЛІ, був основним голкіпером команди.
До складу клубу «Барселона» (Гуаякіль) приєднався 2009 року. Відтоді встиг відіграти за гуаякільську команду 200 матчів в національному чемпіонаті.

## Виступи за збірну
2008 року дебютував в офіційних матчах у складі національної збірної Еквадору. Наразі провів у формі головної команди країни 22 матчі.
У складі збірної був учасником розіграшу Кубка Америки 2011 року в Аргентині.

## Титули і досягнення
- Переможець Панамериканських ігор: 2007